# 1691 în literatură
- 1690 în literatură — 1691 în literatură — 1692 în literatură

Anul 1691 în literatură a implicat o serie de evenimente semnificative. 

## Cărți noi
- Gerard Langbaine - An Account of the English Dramatic Poets
- Sir Dudley North - Discourses upon Trade
- The Kingdom of Ireland

## Decese
Format:1691